# Чихареші
Чихареші (груз. ჩიხარეში) — село в Грузії.
За даними перепису населення 2014 року в селі проживало 158 осіб.